# Liste des ministres bruxellois de l'Économie
Voici la liste des ministres de l'Économie de la Région de Bruxelles̈-Capitale depuis la création de la fonction en 1989.

## Liste
| Titulaire | Titulaire  | Titulaire               | Parti | Mandat                                                         | Gouvernement                                                                               | Portefeuille ministériel                                                                                                |
| --------- | ---------- | ----------------------- | ----- | -------------------------------------------------------------- | ------------------------------------------------------------------------------------------ | --- |
| 1         |            | Rufin Grijp (1938-2006) | SP    | 12 juillet 1989 – 22 juin 1995 (5 ans, 11 mois et 10 jours)    | Picqué I                                                                                   | Ministre de l'Économie                                                                                                  |
| 2         |            | Jos Chabert (1933-2014) | CVP   | 22 juin 1995 – 15 juillet 1999 (4 ans et 23 jours)             | Picqué II                                                                                  | Ministre de l'Économie, des Finances, du Budget et des Relations extérieures                                            |
| 3         |            | Éric Tomas (1948-)      | PS    | 15 juillet 1999 – 13 juillet 2004 (4 ans, 11 mois et 28 jours) | Simonet I                                                                                  | Ministre de l'Emploi, de l'Économie, de l'Énergie et du Logement                                                        |
| 3         | de Donnea  | Éric Tomas (1948-)      | PS    | 15 juillet 1999 – 13 juillet 2004 (4 ans, 11 mois et 28 jours) |                                                                                            | Ministre de l'Emploi, de l'Économie, de l'Énergie et du Logement                                                        |
| 3         | Ducarme    | Éric Tomas (1948-)      | PS    | 15 juillet 1999 – 13 juillet 2004 (4 ans, 11 mois et 28 jours) |                                                                                            | Ministre de l'Emploi, de l'Économie, de l'Énergie et du Logement                                                        |
| 3         | Simonet II | Éric Tomas (1948-)      | PS    | 15 juillet 1999 – 13 juillet 2004 (4 ans, 11 mois et 28 jours) | Ministre de l'Emploi, de l'Économie, de l'Énergie, du Logement et de la Politique agricole | |
| 4         |            | Benoît Cerexhe (1961-)  | cdH   | 13 juillet 2004 – 15 juillet 2009 (5 ans et 2 jours)           | Picqué III                                                                                 | Ministre de l'Emploi, de l'Économie, de la Recherche scientifique, de la Lutte contre l'incendie et de l'Aide d'urgence |
| 5         |            | Céline Frémault (1973-) | cdH   | 15 juillet 2009 – 20 juillet 2014 (5 ans et 5 jours)           | Picqué IV                                                                                  | Ministre de l'Emploi, de l'Économie, du Commerce extérieur et de la Recherche scientifique                              |
| 5         | Vervoort I | Céline Frémault (1973-) | cdH   | 15 juillet 2009 – 20 juillet 2014 (5 ans et 5 jours)           |                                                                                            | Ministre de l'Emploi, de l'Économie, du Commerce extérieur et de la Recherche scientifique                              |
| 6         |            | Didier Gosuin (1952-)   | DéFI  | 20 juillet 2014 – 18 juillet 2019 (4 ans, 11 mois et 28 jours) | Vervoort II                                                                                | Ministre de l'Emploi, de l'Économie, de la Lutte contre l'incendie et de l'Aide médicale urgente                        |
| 7         |            | Barbara Trachte (1981-) | Ecolo | 18 juillet 2019 – (5 ans, 10 mois et 5 jours)                  | Vervoort III                                                                               | Secrétaire d'État à la Transition économique et à la Recherche scientifique                                             |